# 9205 Еддіволлі
9205 Еддіволлі (9205 Eddywally) — астероїд головного поясу, відкритий 10 серпня 1994 року.
Тіссеранів параметр щодо Юпітера — 3,193.